# Cultura de Narva
La Cultura de Narva (circa 5300 a 1750 aC) és una cultura arqueològica trobada a les zones de les actuals Estònia, Letònia, Lituània, Kaliningrad (antiga Prússia Oriental), i parts adjacents de Polònia i Rússia. Es diu que és un successor del la mesolítica cultura de Kunda.
Rep el seu nom del riu Narva, a Estònia, i abasta el Neolític fins al començament de l'edat del bronze. La tecnologia és la pròpia de la societat caçadora-recol·lectora, amb ceràmica relacionada amb la Cultura de la ceràmica de la pinta, suposadament de llengua uràlica.